# Осейчук, Александр Викторович
Алекса́ндр Ви́кторович Осейчу́к (род. 24 октября 1949, СССР) — советский и российский саксофонист, преподаватель, композитор. Основоположник школы джазового саксофона в России. Заслуженный артист Российской Федерации (1998).

## Биография
Родился 24 октября 1949 года в посёлке Лама Дудинского района, Красноярского края. В 1971 году закончил ГМУ им. Гнесиных по классу кларнета, в 1976 году закончил ГМПИ им. Гнесиных по классу саксофона (первый дипломированный саксофонист в Советском Союзе). Лауреат Всесоюзного конкурса исполнителей на духовых инструментах в Минске в 1979 году, лауреат Международного фестиваля молодёжи и студентов в Гаване (Куба) в 1978 году. Автор «Школы джазовой импровизации для саксофона» (изд. «Кифара», 1997 г. и переиздание в 2002 году « Издатель Михаил Диков», Москва).
На джазовой сцене свыше 40 лет. В течение 18 лет был ведущим солистом ансамбля п/у Игоря Бриля.
Участвовал в Международных джазовых фестивалях: Белград — ‘75 и ’85; Лейпциг — ’85; София — ’86; Прага — ’86;
"Джаз северных морей " — 88 (Голландия), «Джакарта — ‘88» (Индонезия), гастролировал в Дании, Германии, США, Болгарии, Югославии, а также по стране: Красноярске, Курске, Санкт — Петербурге, Уфе, Нижнем — Новгороде, Архангельске, Обнинске, Твери, Иркутске, Норильске, Белгороде, Воронеже, Челябинске, Томске и т. д.

## Карьера
Александр Осейчук является одним из основателей джазового образования в России. С 1974 года, с открытием джазовых отделений в музыкальных училищах СССР работал в ГМУ им. Гнесиных, а с 1984 года преподаватель по классам специального саксофона, джазового ансамбля и основ джазовой импровизации в РАМ им. Гнесиных Архивная копия от 21 августа 2020 на Wayback Machine
В 1990 году Александр Осейчук проходил 2-х месячную стажировку как преподаватель по совместной программе СССР и США «Fulbright Program»(04.04. 1990 — 04.06.1990) в одном из лучших в мире учебных заведений джазового профиля «Berklee college of music» Архивная копия от 10 июля 2020 на Wayback Machine г. Бостон.
В 1997 году Осейчуку А. В. присвоено учёное звание профессора. (Аттестат профессора: серия ПР № 000490)
В 1998 году присвоено почётное звание Заслуженного артиста Российской Федерации. (Удостоверение к государственной награде: серия З № 74603)
С 2007 г. является членом Союза композиторов России. (Членский билет № 1906)
Учениками профессора Осейчука А. В. являются:
Лауреаты Всероссийских и Международных джазовых конкурсов:
Бриль Александр, Бриль Дмитрий, Круглов Алексей, Румянцев Антон, Остапчук Олег, Красильников Андрей,
Султанян Овагем, Даниил Фёдоров, Азат Баязитов, Илья Морозов, Виктор Геравкер, Алексей Жуков, Алексей Леон-Рейес, Антон Чекуров, Кирилл Горбунов.
Лауреаты Всероссийских конкурсов джазовых исполнителей:
Белан Николай, Ильмер Жанна,Печников Евгений, Шупик Леонид, Залетаев Антон, Соколовский Евгений,
Швытов Денис, Кондрашов Дмитрий, Грымов Олег, Зайцев Антон, Гордеев Алексей, Некрасов Тимур, Моисеенко Николай, Должков Станислав, Волошин Евгений Игнатов Евгений, Леон — Рейес Алексей, а также известные в джазовом мире исполнители: Гурбелошвили Сергей, Абрамов Николай, Винцкевич Николай, Григорьев Павел, Колков Владимир и многие другие.

## Творчество
Александр Осейчук играл со звёздами мирового джаза: Джо Хендерсоном, Джери Дадженом, Мелом Льюисом, Маршалом Кейсом, Майклом Брекером ,Дидье Локвудом и др.
С 1989 года является лидером ансамбля джазовой музыки «Зелёная волна». Кредо коллектива — пропаганда исполнительского мастерства молодых джазовых музыкантов. В разное время в ансамбле играли:
Александр Сипягин — труба; Борис Козлов, Аркадий Овруцкий, Игорь Уланов, Евгений Калистратов, Олег Соколов, Дмитрий Ли, Сергей Васильев, Андрей Аминов, Дмитрий Толочков, Артём Анисимов, Анатолий Кожаев, Данила Дубровин — бас — гитаристы и котрабасисты; Евгений Печников, Всеволод Тимофеев, Тигран Григорян, Константин Горбатенко, Владимир Нестеренко, Родион Гоборов, Алексей Иванников, Марат Габбасов, Андрей Марухин, Артём Третьяков, Матвей Григорьев — пианисты; Константин Серов — электро — гитара; Фёдор Андреев, Владимир Кулешов, Пётр Талалай, Павел Тимофеев, Алексей Кравцов, Александр Зингер, Алексей Дубцов, Виктор Першин, Александр Ахмаев — ударные инструменты; Ирина Томаева, Ирина Кравченко, Карина Кожевникова — вокалисты; Евгений Печников, Жанна Ильмер — саксофонисты.
Ансамбль «Зелёная волна» участвовал в Международных джазовых фестивалях:
«Корпус Кристи», Техас,
в 1990 году (США); «Пори — джаз» 1992 (Финляндия); «Минск — 1994» (Белоруссия); «Бирштонас — 1996»(Литва);
«Джаз у океана» Владивосток — 1993; «Джазовый фестиваль посвящённый 100 — ю Дж. Гершвина» Москва — 1998;
«Джазовый фестиваль посвящённый 100 — ю Д.Эллингтона» Москва — 1999; Международные фестивали « Джазовая провинция» — 1997,1998,1999,2000 и 2003; Международный джазовый фестиваль в саду «Эрмитаж» Москва — 2001;
«Мини Джаз Форум — 2001» в г. Бердянске (Украина); «Джазовое рукопожатие» Волгоград — 1994;«Международные джазовые встречи» Архангельск — 1995; Джазовые фестивали «Евразия» в г. Оренбурге 1996 и 2002; «Уфа — 2000», \/II Международный фестиваль «Джазовая весна в Санкт — Петербурге 2002»; «Минск — Москва 2002», а также выступала на джазовых фестивалях: Норильск 2001, 2002 и 2004; Омск 2002, Тюмень 2002, Екатеринбург 2002, Пермь 2002, Челябинск 2002, Самара 2002, Суздаль 2002, 2007; Международный джазовый фестиваль "Петропавловская крепость" в Санкт — Петербурге 2003; Международный фестиваль в Ростове на Дону 2003; Джазовый фестиваль «Российские звёзды мирового джаза» Москва 2004, 2005; 2006 и 2009; Международный фестиваль «Джаз над Волгой», Ярославль 2005 и 2007; Международный фестиваль джазовой музыки в г. Челябинске 2005, 2007 и 2008; Международный джазовый фестиваль «Баку — 2007», Международный фестиваль «Кубань — Джаз — 2008»; «Минск — 2009»; Международный джазовый фестиваль «Джаз форум — 2010» г. Донецк, Украина; «Ени Джаз» Красноярск 2011 и т. д.

## Дискография
Солист:
Александр Осейчук и Наталья Розова «ФРАНЦУЗСКАЯ КЛАССИЧЕСКАЯ МУЗЫКА ДЛЯ САКСОФОНА И ФОРТЕПИАНО», Всесоюзная фирма грамзаписи «Мелодия», С10 — 17189 — 90. (1981 г.)
Александр Осейчук «СЮИТА НАСТРОЕНИЙ», Всесоюзная фирма грамзаписи «Мелодия», С60 — 26711 — 008. (1988 г.)
Александр Осейчук и ансамбль джазовой музыки «Зелёная волна» «ЭПИЗОД № 7», «Саунд энд Вижн» (Россия), SVCD — 97009. (1997 г.)
Александр Осейчук и ансамбль джазовой музыки «Зелёная волна» «ПОСВЯЩЕНИЕ», «Богема Мьюзик», (Россия), CDBMR — 811028. (1999 г.)
Александр Осейчук и ансамбль джазовой музыки «Зелёная волна» «ПРОСТИ НАС, ДЮК», «Мистерия Звука», (Россия), MZJAZZ — 001 — 2. (2001 г.)
Александр Осейчук и ансамбль джазовой музыки «Зелёная волна» «ВАЛЬС ТОЛСТОЙ КОШКИ», «J.R.C», (Россия), JRC 01182 — 2. (2001 г.)
Ансамбль джазовой музыки «Зелёная волна» «И ТО, ЧТО ТЫ СЕБЕ ЖЕЛАЕШЬ …», «J.R.C», (Россия), JRC 03008 — 2. (2003 г.)
Александр Осейчук представляет Константина Горбатенко «СМЕСИТЕЛИ», «RMG», (Россия), ARC CD 03005 (2004 г.)
Александр Осейчук «SUITS OF MOODS», «Мелодия», (Россия), MEL CD 10 00857 (2004 г.)
Александр Осейчук представляет Жанну Ильмер « ПОСВЯЩЕНИЕ 2», «Jazz Art Club», (Россия), CD-JAC 0115 (2007 г.)
Александр Осейчук и ансамбль джазовой музыки «Зелёная волна» «КОГДА НИЧЕГО НЕ ПРОИСХОДИТ …», «Jazz Art Club», (Россия), CD-JAC 0123 (2009 г.)
С ансамблем Игоря Бриля:
«Утро Земли», Джазовый ансамбль Игоря Бриля, Всесоюзная фирма грамзаписи «Мелодия», 33С60 — 11295 — 6. (1979 г.)
«Оркестр приехал», Джазовый ансамбль Игоря Бриля, Всесоюзная фирма грамзаписи «Мелодия», С60 — 14065 — 66. (1980 г.)
«Before The Sun Sets», «East Wind Records», (USA), MC — 20646. (1988 г.)
«Фестиваль Московская осень», Всесоюзная фирма грамзаписи «Мелодия», С60 — 22867 — 000. (1985 г.)
«Дневные мечты» Татевик Оганесян и ансамбль п/у Игоря Бриля, Всесоюзная фирма грамзаписи «Мелодия», С60 — 23665 — 000. (1986 г.)
«Московский хор молодёжи и студентов» п/у Бориса Тевлина и ансамбль Игоря Бриля, Всесоюзная фирма грамзаписи «Мелодия», 33С10 — 09069 — 70. (1977 г.)
«IX Московский джазовый фестиваль», Всесоюзная фирма грамзаписи «Мелодия», С60 — 22479 — 004. (1985 г.)
Igor Bril & The All — Star Soviet Jazz Band « Live At The Village Gate», « Mobile Fidelity», (USA) MFCD 861. (1989 г.)
Игорь Бриль « В пути», «Солид Рекордс» (Россия), SLR 0101. (1997 г.)
Игорь Бриль « Время воспоминаний», «Богема Мьюзик» (Россия), CDBMR 809024. (1999 г.)
Игорь Бриль « The Endless Road», « Мелодия» (Россия), MEL CD 60 00837 (2004 г.)
С Московским квартетом саксофонов п/у Льва Михайлова:
«Virtuosity Of Saxophone» Lev Mikhailov, «Victor» (Japan), VIC — 2348. (1982 г.)
«Музыка для саксофона и квартета саксофонов советских и зарубежных композиторов», Всесоюзная фирма грамзаписи «Мелодия», С10 — 15159 — 60. (1981 г.)
Авторские композиции:
1. «Улица без конца», записана на пластинке «Утро Земли», Джазовый ансамбль Игоря Бриля, Всесоюзная фирма грамзаписи «Мелодия», 33С60 — 11295 — 6. (1979 г.)
2. «Альтовое настроение», записана на пластинке «Оркестр приехал», Джазовый ансамбль Игоря Бриля, Всесоюзная фирма грамзаписи «Мелодия», С60 — 14065 — 66. (1980 г.)
3.	«Поющие деревья», Сборник «Эстрадные оркестры и ансамбли» под редакцией Ю.Чугунова, Выпуск 2, изд. «Музыка», Москва 1984 г.
4. «Парафраз на темы Дж. Гершвина» для квартета саксофонов, Сборник «Эстрадные оркестры и ансамбли» под редакцией Ю.Чугунова, Выпуск 4, изд. «Музыка», Москва 1986 г.
5. «Баллада», записана на CD: Александр Осейчук и ансамбль джазовой музыки «Зелёная волна» «ЭПИЗОД № 7», «Саунд энд Вижн» (Россия), SVCD — 97009. (1997 г.)
6. «Эпизод № 7», записана на CD (см. № 5).
7. «Бегемот», записана на CD: Александр Осейчук и ансамбль джазовой музыки «Зелёная волна» « ПОСВЯЩЕНИЕ», «Богема Мьюзик», (Россия), CDBMR — 811028. (1999 г.)
8. «Прости нас, Дюк», записана на CD: Александр Осейчук и ансамбль джазовой музыки «Зелёная волна» «ПРОСТИ НАС, ДЮК», «Мистерия Звука», (Россия), MZJAZZ — 001 — 2. (2001 г.)
9.	«Чёрные начинают … и выигрывают», записана на CD: Александр Осейчук и ансамбль джазовой музыки «Зелёная волна» «ВАЛЬС ТОЛСТОЙ КОШКИ», «J.R.C», (Россия), JRC 01182 — 2. (2001 г.)
10.	«Колыбельная Ирины», записана на CD (см. № 9).
11.	«Рэгги № 2», записана на СD (cм. № 9).
12.	«Вальс толстой кошки», записана на CD (см. № 9).
13.	«Би — Боп, любовь моя!», записана на CD (см. № 9).
14.	«Рэгги по — московски», записана на CD (см. № 9).
15.	"Друг «Васильич», записана на CD: Ансамбль джазовой музыки «Зелёная волна» «И ТО, ЧТО ТЫ СЕБЕ ЖЕЛАЕШЬ …», «J.R.C», (Россия), JRC 03008 — 2. (2003 г.)
16.	«И то, что ты себе желаешь …», зписана на CD (см. № 15).
17.	"Мистер « Горбун», записана на CD: Александр Осейчук представляет Константина Горбатенко «СМЕСИТЕЛИ», « RMG», (Россия), ARC CD 03005 (2004 г.)
18. "Кот Тимофей и его «английская сестрёнка», записана на CD (см. № 17).
19. «Брэнфорд» посвящается Брэнфорду Марсалису, записана на CD: Александр Осейчук представляет Жанну Ильмер «ПОСВЯЩЕНИЕ 2», «Jazz Art Club», (Россия), CD-JAC 0115 (2007 г.)
20. «Элвин» посвящается Элвину Джонсу, записана на CD (см. № 19). «Jazz Art Club», (Россия), CD-JAC 0123 (2009 г.)
22.	«Баллада № 2», записана на CD (см. № 21)
23.	«Хэнкок» посвящается Хэрби Хэнкоку, записана на CD (см. № 21)
24. «Ваятель» (http://www.youtube.com/watch?v=uBQAcFs4PSU Архивная копия от 26 сентября 2020 на Wayback Machine)
25. «Ты и я» (http://www.youtube.com/watch?v=-kzYMxgM-Qo Архивная копия от 2 августа 2020 на Wayback Machine)
26. «Джерри» (http://www.youtube.com/watch?v=wPUq_KgPi_8)

## Публикации и учебные пособия
1.	«Работа над произведениями джазовой классики в специальном классе саксофона» Выпуск I. (методическая разработка для эстрадных отделений музыкальных училищ и вузов) изд. ЦНМК по учебным заведениям культуры и искусства, Мин.культуры РСФСР, Москва 1987 г.
2. «Работа над произведениями джазовой классики в специальном классе саксофона» Выпуск II. (методическая разработка для эстрадных отделений музыкальных училищ и вузов) изд. РМК по учебным заведениям культуры и искусства, Мин.культуры РСФСР, Москва 1989 г.
3.	«Школа джазовой импровизации для саксофона». Учебное пособие на русском и английском языках. изд. «Кифара». Москва 1997 г. (переиздание на русском языке «Брасс Коллегиум», Москва 2002 г.)
4.	«Хрестоматия джазовых соло для саксофона» в сопровождении ритм — секции, Часть I. изд. «Брасс Коллегиум», Москва 2004 г.
5.	«Примерные программы учебных дисциплин ГОС ВПО второго поколения по специальности Музыкальное искусство эстрады» (по видам эстрадного искусства) — инструменты эстрадного оркестра.
Выпуск I — Примерная программа дисциплины: Специальный инструмент. Саксофон.
Выпуск II — Примерная программа дисциплины: Ансамбль. изд. УМО Высших учебных заведений РФ по образованию в области музыкального искусства, Министерство образования и науки Российской Федерации, Москва 2006 г.
6.	« 10 транскрипций джазовых стандартов и авторских композиций для саксофона в сопровождении ритм-секции» изд. РАМ им. Гнесиных, Москва 2009 г.
7. «Примерные программы учебных дисциплин ГОС ВПО третьего поколения по специальности Музыкальное искусство эстрады» (по видам эстрадного искусства) — инструменты эстрадного оркестра.
а) Примерная программа дисциплины Специальный инструмент. Саксофон. Направление подготовки 073100 Музыкально-инструментальное искусство (инструменты эстрадного оркестра). Квалификация (степень) «бакалавр».
Министерство культуры Российской Федерации, РАМ им. Гнесиных, Москва 2010 г.
б) Примерная программа дисциплины Ансамбль. (совместно с доцентом РАМ им. Гнесиных Ильмер Ж. А.) Направление подготовки 073100 Музыкально-инструментальное искусство(инструменты эстрадного оркестра).
Квалификация (степень) «бакалавр». Министерство культуры Российской Федерации, РАМ им. Гнесиных, Москва 2010 г.
в) Примерная программа дисциплины Джазовый ансамбль. Направление подготовки 073100 Музыкально-инструментальное искусство (инструменты эстрадного оркестра). Квалификация (степень) «бакалавр».
Министерство культуры Российской Федерации, РАМ им. Гнесиных, Москва 2010 г.
г) Примерная программа дисциплины Специальный инструмент. Саксофон. Направление подготовки 073100 Музыкально-инструментальное искусство (инструменты эстрадного оркестра). Квалификация (степень) «магистр».
Министерство культуры Российской Федерации, РАМ им. Гнесиных, Москва 2010 г.
д) Примерная программа дисциплины Джазовый ансамбль.(совместно с доцентом РАМ им. Гнесиных Ильмер Ж. А.) Направление подготовки 073100 Музыкально-инструментальное искусство (инструменты эстрадного оркестра). Квалификация (степень) «магистр». Министерство культуры Российской Федерации, РАМ им. Гнесиных, Москва 2010 г.
8. Учебно-методическое пособие «Хрестоматия джазовых стандартов и авторских композиций для саксофона тенора в сопровождении ритм-секции», изд. «Пробел», г. Москва, Объем 24, 64 усл. п.л. Тираж 100 экз.
ISMN 979-0-9003211-4-5

## Награды
- Заслуженный артист Российской Федерации (21 сентября 1998 – Указ № 1123)[5].

- Медаль ордена «За заслуги перед Отечеством» II степени 18 мая 2021 — за заслуги в развитии отечественной культуры и искусства, многолетнюю плодотворную деятельность[6].